# Leda Lúcia Martins Camargo
Leda Lúcia Martins Camargo (* 1946 in Porto Alegre) ist eine brasilianische Diplomatin.

## Leben
Leda Lúcia Martins Camargo studierte Rechtswissenschaft an der Bundesuniversität von Rio Grande do Sul, der Haager Akademie für Völkerrecht und der Universität von Paris. Sie hielt den Lehrstuhl für Soziologie am Institut d’études politiques de Paris. 1977 trat sie in den auswärtigen Dienst und wurde in Neu-Delhi beschäftigt. Von 1980 bis 1983 war sie Gesandtschaftssekretärin Zweiter Klasse in Washington, D.C. Von 1983 bis 1987 war sie Gesandtschaftssekretärin Erster Klasse in Buenos Aires. Von 1991 bis 1995 war sie Gesandtschaftsrätin Erster Klasse in Rom. Von 1995 bis 1997 war sie Stellvertreterin des Generalkonsuls in Santiago de Chile. Von 2000 bis 2004 war sie Gesandte bei der Europäischen Union in Brüssel. Von 2004 bis 2008 war sie Botschafterin in Maputo. In dieser Funktion engagierte sie sich für den freien Zugang für Hunde in mosambikanische Einkaufszentren. Von 2008 bis 2011 war sie Botschafterin in Prag. Seit 2011 ist sie Botschafterin in Stockholm.
Sie wurde mit dem argentinischen Orden de Mayo, als Kommandeurin des Verdienstordens der Italienischen Republik, als Kommandeurin des Verdienstordens der brasilianischen Streitkräfte und mit einem Großkreuz des Rio-Branco-Ordens ausgezeichnet.